# Time (The Revelator)
Pour les articles homonymes, voir Time.
Albums de Gillian Welch
Hell Among the Yearlings
(1998) Soul Journey
(2003)
Time (The Revelator) est un album de Gillian Welch, sorti en 2001.

## L'album
Ross Fortune écrit de celui-ci : « Voici un territoire sombre, envoûtant, et d'une beauté sauvage. »
Rolling Stone le classe à la 64e place de son classement des 100 meilleurs albums des années 2000. Il fait partie des 1001 albums qu'il faut avoir écoutés dans sa vie.

### Titres
Tous les titres sont de Gillian Welch et David Rawlings.
1. Revelator (6:22)
2. My First Lover (3:47)
3. Dear Someone (3:14)
4. Red Clay Halo (3:14)
5. April the 14th Part I (5:10)
6. I Want to Sing That Rock and Roll (2:51)
7. Elvis Presley Blues (4:53)
8. Ruination Day Part II (2:36)
9. Everything Is Free (4:48)
10. I Dream a Highway (14:39)

### Musiciens
- Gillian Welch : banjo, guitare, voix
- David Rawlings : guitare, voix

## Charts
| Année | Chart                         | Position |
| ----- | ----------------------------- | -------- |
| 2001  | Billboard Heatseekers         | 5        |
| 2001  | The Billboard 200             | 157      |
| 2001  | Billboard Independent Albums  | 7        |
| 2001  | Billboard Top Internet Albums | 4        |
| 2001  | FolkDJ-L Folk Radio Airplay   | 2        |

## Récompenses[5]
| Publication                 | Titre                                               | Classement |
| --------------------------- | --------------------------------------------------- | ---------- |
| Addicted to Noise (USA)     | 2002: Fifth Annual International Music Writers Poll | 10         |
| Amazon.com (USA)            | Top 100 Editors' Picks: Music                       | 57         |
| Barnes & Noble.com (USA)    | Albums of the Year                                  | 52         |
| BigO (Singapore)            | Albums of the Year                                  | 12         |
| E! Online (USA)             | Top 25 CD                                           |            |
| Heaven (Netherlands)        | Albums of the Year                                  | 3          |
| Les Inrockuptibles (France) | Albums of the Year                                  | 15         |
| Mojo (UK)                   | Albums of the Year                                  | 4          |
| The New Yorker (US)         | Twelve Favorites from our 2001 CD Rotation          |            |
| OOR (Netherlands)           | Albums of the Year                                  | 25         |
| Rock's Back Pages           | Best of the Year: RBP's Albums of 2001              | 10         |
| Uncut (UK)                  | Albums of the Year                                  | 33         |
| Village Voice (USA)         | Annual Pazz & Jop Critic's Poll                     | 14         |
| Washington City Paper (USA) | The CP Top 20 of 2001                               | 33         |
| WFUV, New York (US)         | Best of 2001 FUV staff Picks                        |            |
| WUMB, Boston (US)           | Top Ten 2001                                        | 3          |